# Paola Drigo
Paola (née Bianchetti) Drigo (4 de enero de 1876 – 4 de enero de 1938) fue una escritora italiana, que escribió historias cortas y novelas. Su primera colección de historias cortas, La fortuna, fue publicada en 1913 y fue bien acogida por los críticos y el público. Sus últimas obras de importancia fueron las novelas, Fine d'anno y Maria Zef, publicadas en 1936. Con un estilo enraizado en el realismo italiano del siglo XIX, era admirada por el detallado análisis psicológico de sus personajes y sus descripciones de la vida provinciana en la región del Veneto de la que era nativa. Los protagonistas de sus historias (por lo general mujeres) eran personas de orígenes humildes o aquellos a los que el destino había humillado.

## Obras
Colecciones de historias cortas
- La fortuna. Milán: Treves, 1913
- Codino. Milán: Treves, 1918
- La signorina Anna. Vicenza: Jacchia, 1932

Novelas
- Fine d'anno. Milán: Treves, 1936
- Maria Zef. Milán: Treves, 1936

No-ficción
- "Canova e il suo paese" (Canova y su región) en Italia!, 4 de abril de 1913
- Andreas Hofer e il suo paese" (Andreas Hofer y su región) in Noi e il Mondo, 11 de noviembre de 1922
- "Libri, arte e donne" (Libros, arte y mujeres) en Gazzetta di Venezia, 17 de abril de 1923
- "Il baffo e la chioma" (El Mostacho y el Pelo) en Gazzetta di Venezia, 24 june 1927
- "Uomini di genio e donne intellettuali. Egoismo, crudeltà e amore. Il punto di vista femminile" (Hombres de genio y mujeres intelectuales. Egoismo, Crueldad, Y Amor. El punto de vista femenino) en Nuova Antologia, 1 de junio de 1931
- "Femminismo e femminilità" (Feminismo y Femineidad) en Nuova Antologia, 1 de agosto de 1931
- "Lettere del Carducci e di Alberto Mario a Valerio Bianchetti" (Las cartas de Carducci y Alberto Mario a Valerio Bianchetti) en Pègaso, 3 de marzo de 1931

Ediciones modernas curadas de ficción de Drigo
- Fine d'anno (editada por Patrizia Zambon). Lanciano: Rocco Carabba, 2005
- Finestre sul fiume (editada por Sandro Bortone). Santa Lucia ai Monti (Verona): Edizioni Ampersand, 1995
- Maria Zef (editada por Paola Azzolini and Patrizia Zambon). Padua: Il Poligrafo, 2011
- Maria Zef . Lincoln, Nebraska: University of Nebraska Press, 1989
- Racconti (editada por Patrizia Zambon). Padua: Il Poligrafo, 2006